# Přední Planina
Přední Planina (německy Planur) je vrchol v České republice ležící v centrálních Krkonoších, asi 2,5 km jižně od Špindlerova Mlýna. Je součástí rozsochy vybíhající z asi 3,5 km vzdálené Zadní Planiny, která se v prostoru Přední Planiny stáčí k jihu. Od severovýchodně umístěného Stohu jí odděluje nehluboké sedlo, ostatní svahy vykazují velké převýšení. Severní svah spadající do údolí Svatého Petra je velmi prudký. Na severozápadní straně hory se nachází výrazný výběžek Hromovka. Severní a západní svah odvodňují přítoky Labe, jižní svah přítoky Malého Labe.

## Přístup
Prostor Přední Planiny pokrývá systém lesních cest různé kvality, západně od vrcholu prochází zeleně značená trasa 4206 ze Špindlerova Mlýna do Pece pod Sněžkou, přes vrchol pak krátká modře značená trasa 1809. Vrchol se nachází na území Krkonošského národního parku, vrcholové partie byly vykáceny, na úbočích se dochoval porost smrku ztepilého. Jižně od vrcholu se nachází dvojice nevelkých lučních enkláv s horskými chalupami. Jednou z nich je Bouda Na Pláni.

## Skiareál
Severní svah Přední Planiny včetně jejího výběžku Hromovky pokrývá systém lanových drah, lyžařských vleků a sjezdovek skiareálu Špindlerův Mlýn. Lanové dráhy jsou zde tři - Pláň, Pláň Východ a Hromovka. Nejdelší dosahuje až do vrcholových partií.